# Station Raczki
Station Raczki was een spoorwegstation in de Poolse plaats Raczki.